# Zoológico humano
Caricatura do jornal Le Monde illustré 
(16 de setembro de 1882) sobre  a 
exposição de indígenas sul-americanos 
da etnia Galibi em Paris.

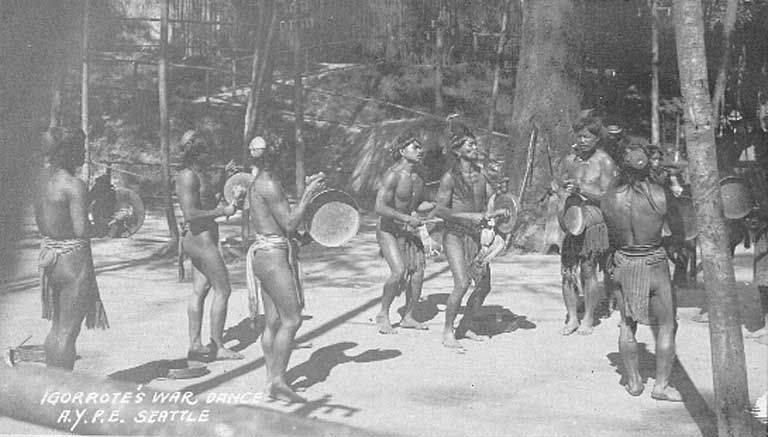
Igorotes das Filipinas capturados pelos americanos e forçados a dançar na Exposição Alasca-Yukon-Pacífico em Seattle, Washington, 1909.

Os zoológicos humanos, também chamados de exposições etnológicas, foram exposições públicas de seres humanos nos séculos XVII, XIX e XX, geralmente em um estado erroneamente rotulado de "natural" ou "primitivo". As exibições frequentemente enfatizavam as diferenças culturais entre europeus da civilização ocidental e povos não europeus, especialmente indígenas e negros africanos, ou outros europeus que praticavam um estilo de vida julgado como "primitivo" pelo Ocidente. Alguns desses zoológicos colocavam populações indígenas em espaços compactados entre grandes macacos e entre os europeus. As exposições etnológicas agora são vistas como altamente degradantes e racistas, dependendo do programa e dos indivíduos envolvidos.
A expressão foi popularizada na França pela publicação em 2002 da obra Zoos humanos, escrita por vários historiadores franceses especialistas no fenômeno cultural. Em 2005, a expressão voltou à baila em novo contexto, visando "alertar o público sobre a importância de incluir os humanos como parte da natureza".

## História
A noção de curiosidade humana tem uma história pelo menos tão longa quanto a do colonialismo. Por exemplo, no Hemisfério Ocidental, um dos mais antigos zoológicos conhecidos, o de Moctezuma no México, consistia não apenas em uma vasta coleção de animais, mas também exibia seres humanos, por exemplo, anões, albinos e corcundas.
Durante o Renascimento, os Médici organizaram uma grande coleção de animais em cativeiro no Vaticano. No século XVI, o cardeal Hipólito de Médici tinha uma coleção de pessoas de diferentes etnias, além de animais exóticos. Ele é relatado como tendo uma tropa dos chamados "selvagens", que falavam mais de vinte idiomas. Havia também mouros, tártaros, indianos, turcos e africanos em sua coleção. Em 1691, o inglês William Dampier exibiu um nativo tatuado de Miangas (uma ilha da Indonésia) que ele comprou quando estava em Mindanau nas Filipinas. Ele também pretendia exibir a mãe do nativo para obter mais lucro, mas ela acabou por morrer na viagem pelo mar. O nativo foi mais tarde nomeado Jeoly, falsamente rotulado como "príncipe Giolo" para atrair mais público, e foi exibido por três meses seguidos até morrer de varíola em Londres.
Uma das primeiras exposições humanas públicas modernas foi a exposição de Joice Heth (um escravo afro-americano) de P. T. Barnum em 25 de fevereiro de 1835 e, posteriormente, dos gêmeos siameses chineses Chang e Eng Bunker. Essas exposições eram comuns em shows de aberrações. Outro exemplo famoso foi o de Saartjie Baartman, dos namas, conhecido como Vênus hotentote, que foi exibido em Londres e na França até sua morte em 1815.[carece de fontes?]
Durante a década de 1850, Maximo e Bartola, duas crianças microcefálicas de El Salvador, foram exibidas nos Estados Unidos e na Europa sob os nomes "Crianças Astecas" e "Liliputianos Astecas". No entanto, os jardins zoológicos humanos só se tornariam comuns na década de 1870, em meio ao período do neoimperialismo.[carece de fontes?]
É notória a exibição do africano Ota Benga no Zoológico de Bronx no início do século 20 O zoológico o encorajou a pendurar sua rede no local de exposição e fazer performances atirando com seu arco e flecha em um alvo.